# 나노튜브
나노튜브(영어: nanotube)는 지름이 수 나노미터에서 수백 나노미터 크기의 터널 구조를 가진 통 모양 분자나 분자 집합체를 의미한다. 구성 성분에 따라 다음과 같이 4종류로 나눌 수 있다.
- 탄소 나노튜브
- 비유기 나노튜브
- DNA 나노튜브
- 멤브레인 나노튜브

| Disambiguation icon | 이 문서는 명칭이 같은 여러 화합물을 연결하는 색인 문서입니다. |